# Рашид ел Тармум
Рашид ел Тармум (арап. راشد الترموم, романизовано Rashed Al-Tarmoom; Кувајт Сити, 8. април 1999) кувајтски је пливач чија специјалност су трке прсним стилом. 

## Спортска каријера
Тармум је на међународној сцени дебитовао на светском првенству у великим базенима у корејском Квангџуу 2019, где је наступио у квалификационим тркама на 50 прсно (58. место) и 100 прсно (70. место).